# Margencel
Margencel est une commune française, située dans le département de la Haute-Savoie en région Auvergne-Rhône-Alpes. Elle fait partie de l'agglomération du Grand Genève.

## Géographie

### Situation

#### Localisation
Margencel est  située au nord de la Haute-Savoie près du Léman, dans le Chablais français, plus exactement dans le Bas-Chablais.
Margencel se trouve à 572 km de Paris, à 489 km de Marseille, à 179 km de Lyon et à 32 km de Genève.

### Voies de communication et transports
- La route D1005 depuis Thonon-les-Bains puis la D33 direction Margencel.
- L'autoroute A40, sortie n°14 à Annemasse ou sortie n°15 à Nangy.
- Gare SNCF de Thonon-les-Bains à 6,5 km.
- Aéroport international de Genève à 36 km.
- Les lignes C et D du réseau Star't desservent la commune.

#### Morphologie urbaine
La commune est composée d'un village principal et de nombreux hameaux, qui sont :
- Bisselinges
- Dursilly
- Jouvernex
- les Cinq Chemins
- les Frégates
- Port de Sechex
- Sechex
- Revachaux
- Ronsuaz
- Zusinges

## Urbanisme

### Typologie
Au 1er janvier 2024, Margencel est catégorisée ceinture urbaine, selon la nouvelle grille communale de densité à sept niveaux définie par l'Insee en 2022.
Elle appartient à l'unité urbaine de Thonon-les-Bains, une agglomération intra-départementale regroupant treize  communes, dont elle est une commune de la banlieue,,. Par ailleurs la commune fait partie de l'aire d'attraction de Genève - Annemasse (partie française), dont elle est une commune de la couronne,. Cette aire, qui regroupe 158 communes, est catégorisée dans les aires de 700 000 habitants ou plus (hors Paris),.
La commune, bordée par un plan d’eau intérieur d’une superficie supérieure à 1 000 hectares, le Léman, est également une commune littorale au sens de la loi du 3 janvier 1986, dite loi littoral. Des dispositions spécifiques d’urbanisme s’y appliquent dès lors afin de préserver les espaces naturels, les sites, les paysages et l’équilibre écologique du littoral, tel le principe d'inconstructibilité, en dehors des espaces urbanisés, sur la bande littorale des 100 mètres, ou plus si le plan local d’urbanisme le prévoit.

### Occupation des sols
L'occupation des sols de la commune, telle qu'elle ressort de la base de données européenne d’occupation biophysique des sols Corine Land Cover (CLC), est marquée par l'importance des territoires agricoles (40,6 % en 2018), en diminution par rapport à 1990 (45,8 %). La répartition détaillée en 2018 est la suivante : 
forêts (39,7 %), prairies (24,8 %), zones urbanisées (15,2 %), zones agricoles hétérogènes (8,6 %), terres arables (7,3 %), zones industrielles ou commerciales et réseaux de communication (4,4 %).
L'IGN met par ailleurs à disposition un outil en ligne permettant de comparer l’évolution dans le temps de l’occupation des sols de la commune (ou de territoires à des échelles différentes). Plusieurs époques sont accessibles sous forme de cartes ou photos aériennes : la carte de Cassini (XVIIIe siècle), la carte d'état-major (1820-1866) et la période actuelle (1950 à aujourd'hui).

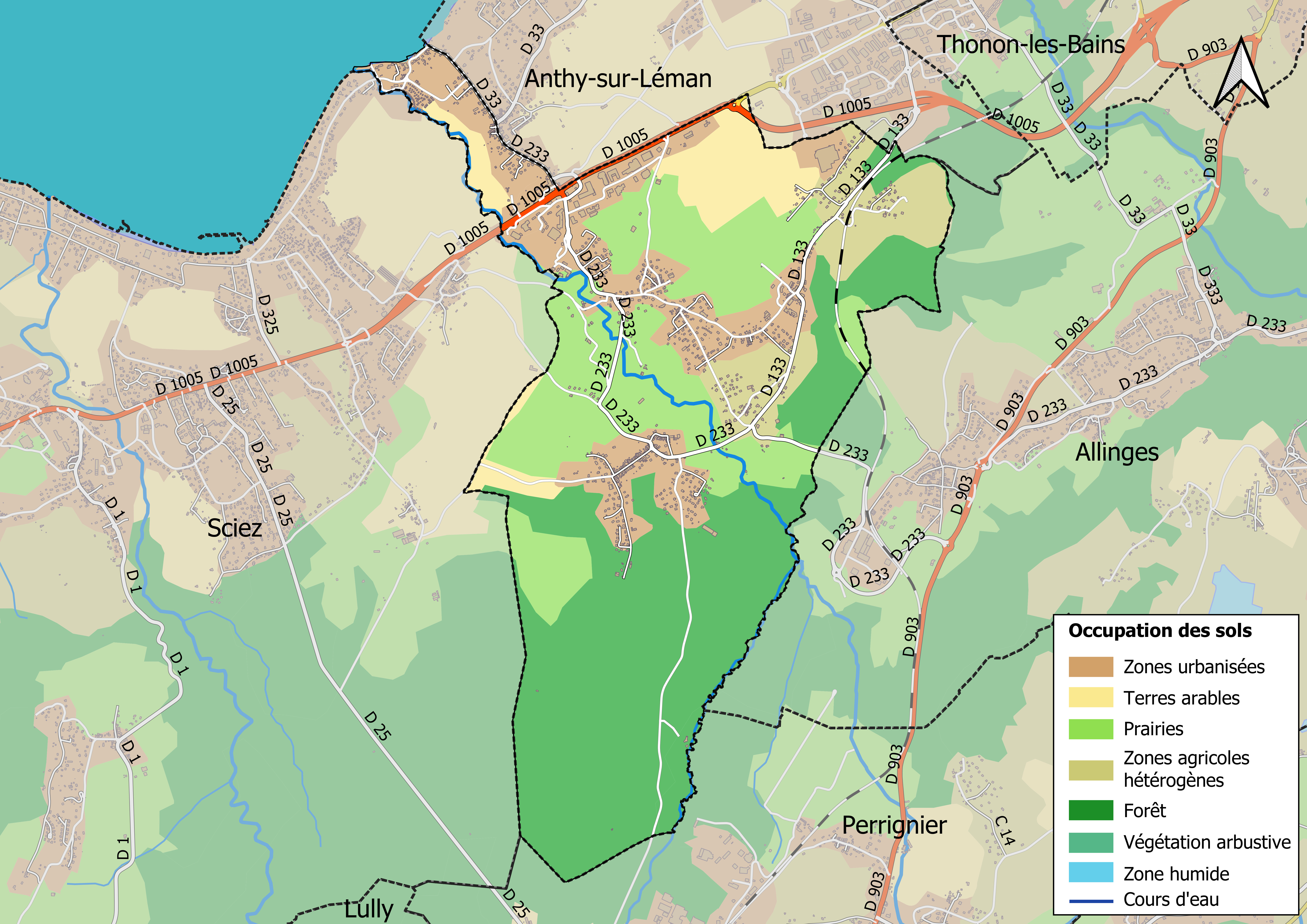
Carte des infrastructures et de l'occupation des sols en 2018 (CLC) de la commune.
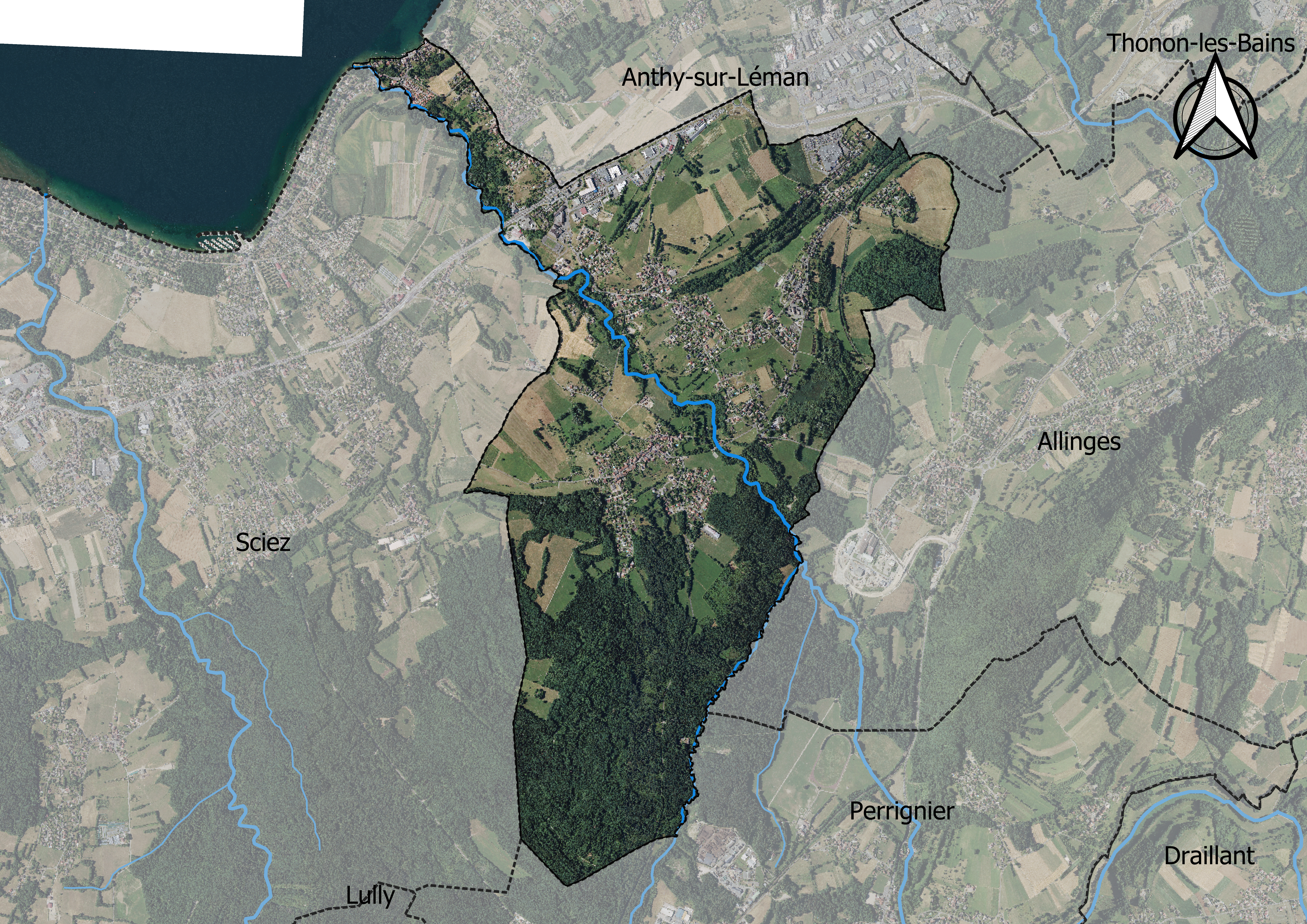
Carte orthophotogrammétrique de la commune.

## Toponymie
Les formes anciennes de Margencel sont Margincello (1154) ou encore Margancello, ou encore Mergencel (1637). Le nom de la commune provient probablement d'un nom d'homme, Marganticellus.
En francoprovençal, le nom de la commune s'écrit Mardanfé (graphie de Conflans) ou Margencér (ORB).
Hameaux ou lieux-dits
- Bisselinges : anciennement Bisselinge.
- Zusinges : anciennement Jussinge.

## Histoire

### Période contemporaine
Le 2 juin 2008, un TER percute un car scolaire du collège de Margencel, sur un passage à niveau du Hameau de Mésinges. Sept jeunes adolescents âgés entre 11 et 13 ans y trouvent la mort. Le 6 mars 2014, Réseau ferré de France annonce que ledit passage à niveau va être rénové à cause de défauts du platelage durant le mois d'avril 2014 avant d'être totalement supprimé aux alentours du mois de septembre 2015 après qu'un contournement routier ait été mis en service.

## Héraldique
| Armes de Margencel | Les armes de " Margencel " se blasonnent ainsi : d'azur à la bande d'argent chargée de trois cœurs de gueules . |

## Politique et administration
| Période                                  | Période                       | Identité                               | Étiquette  | Qualité                           |
| ---------------------------------------- | ----------------------------- | -------------------------------------- | ---------- | --------------------------------- |
| 1860                                     | 1865                          | Jean Jacques Germain Rieux (1790-1876) |            | Docteur-médecin                   |
| 1865                                     | 1875                          | Victor Marie Mudry (1840-1915)         |            | Cultivateur                       |
| 1875                                     | 1876                          | Jean Jacques Germain Rieux (1790-1876) |            | Docteur-médecin                   |
| 1876                                     | 1876                          | Antoine Reverchon (1820-1896)          |            | Cultivateur                       |
| 1876                                     | 1879                          | Pierre Manillier (1823-1879)           |            | Meunier                           |
| 1879                                     | 1881                          | Antoine Vuattoux (1835-1919)           |            |                                   |
| 1881                                     | 1892                          | Alexis Duchêne (1842-1918)             |            |                                   |
| 1892                                     | 1900                          | Victor Marie Mudry (1840-1915)         |            | Cultivateur                       |
| 1900                                     | 1904                          | Alexis Duchêne (1842-1918)             |            | :                                 |
| 1904                                     | 1907                          | Alphonse Duchêne (1837-1907)           |            | Instituteur retraité              |
| 1907                                     | 1917                          | Amédée Bouvet (1862-1944)              |            | Boulanger et restaurateur         |
| 1917                                     | 1919                          | Léon Gentil (1866-1930)                |            | Adjoint faisant fonction de maire |
| 1919                                     | 1929                          | Louis Lambert (1876-?)                 |            |                                   |
| 1929                                     | 1935                          | Marius Perron (1867-1937)              |            | Instituteur                       |
| 1935                                     | 1944                          | Léon Jordan (1885-1974)                |            |                                   |
| 1944                                     | 1944                          | Jacques Duchêne (1903-1948)            |            |                                   |
| 1944                                     | octobre 1947                  | Jean Céna (1903-1949)                  |            |                                   |
| octobre 1947                             | mars 1959                     | Victor Mudry (1912-1969)               |            |                                   |
| mars 1959                                | mars 1977                     | Joseph Depraz (1922-2019)              |            |                                   |
| mars 1977                                | mars 1989                     | André Grange (1931-2024)               |            |                                   |
| mars 1989                                | mars 2001                     | Jean-Michel Barreau (1955- )           |            |                                   |
| mars 2001                                | mai 2020                      | Jean-Pierre Rambicur (1955- )          | LS puis SE | Agent d'affaires                  |
| mai 2020                                 | En cours (au 28 janvier 2021) | Patrick Bondaz (1972- )                | SE         | Sapeur-pompier professionnel      |
| Les données manquantes sont à compléter. |                               |                                        |            |                                   |

Margencel relève de l'arrondissement de Thonon-les-Bains et de la cinquième circonscription de la Haute-Savoie, dont la députée est Anne-Cécile Violland (Horizons) depuis les élections de 2022.

## Population et société

### Démographie
L'évolution du nombre d'habitants est connue à travers les recensements de la population effectués dans la commune depuis 1793. Pour les communes de moins de 10 000 habitants, une enquête de recensement portant sur toute la population est réalisée tous les cinq ans, les populations de référence des années intermédiaires étant quant à elles estimées par interpolation ou extrapolation. Pour la commune, le premier recensement exhaustif entrant dans le cadre du nouveau dispositif a été réalisé en 2007.

En 2022, la commune comptait 2 261 habitants, en évolution de +6,65 % par rapport à 2016 (Haute-Savoie : +6,01 %, France hors Mayotte : +2,11 %).
| 1793 | 1800 | 1806 | 1822 | 1838 | 1848 | 1858 | 1861 | 1866 |
| ---- | ---- | ---- | ---- | ---- | ---- | ---- | ---- | ---- |
| 499  | 571  | 580  | 700  | 922  | 920  | 800  | 830  | 878  |

| 1872 | 1876 | 1881 | 1886 | 1891 | 1896 | 1901 | 1906 | 1911 |
| ---- | ---- | ---- | ---- | ---- | ---- | ---- | ---- | ---- |
| 861  | 850  | 809  | 740  | 719  | 692  | 684  | 639  | 667  |

| 1921 | 1926 | 1931 | 1936 | 1946 | 1954 | 1962 | 1968 | 1975 |
| ---- | ---- | ---- | ---- | ---- | ---- | ---- | ---- | ---- |
| 597  | 603  | 573  | 539  | 534  | 560  | 561  | 660  | 887  |

| 1982  | 1990  | 1999  | 2006  | 2007  | 2012  | 2017  | 2022  | - |
| ----- | ----- | ----- | ----- | ----- | ----- | ----- | ----- | - |
| 1 035 | 1 262 | 1 429 | 1 666 | 1 697 | 1 945 | 2 145 | 2 261 | - |

### Médias

#### Radios et télévisions
La commune est couverte par des antennes locales de radios dont France Bleu Pays de Savoie… Enfin, la chaîne de télévision locale TV8 Mont-Blanc diffuse des émissions sur les pays de Savoie. Régulièrement, l'émission La Place du village expose la vie locale. France 3 et sa station régionale France 3 Alpes peuvent parfois relater les faits de vie de la commune.

#### Presse et magazines
La presse écrite locale est représentée par des titres comme Le Dauphiné libéré, L'Essor savoyard, Le Messager - édition Chablais, le Courrier savoyard.

#### Internet
La commune a été récompensée pour sa politique Internet par le label « Ville Internet » en 2002.

## Enseignement
- École maternelle (2 classes) ;
- École primaire   (6 classes) ;
- Collège (ouvert depuis la rentrée 2006, comprenant une SEGPA (section d'enseignement général et Professionnel adapté) et une ULIS (unité locale d'inclusion scolaire) ;
- Maison familiale rurale (apprentissage).

## Économie
- Zone artisanale et Industrielle (tertiaire) ;
- La Poste (dans la galerie marchande de l'hypermarché " Carrefour ").

## Culture locale et patrimoine

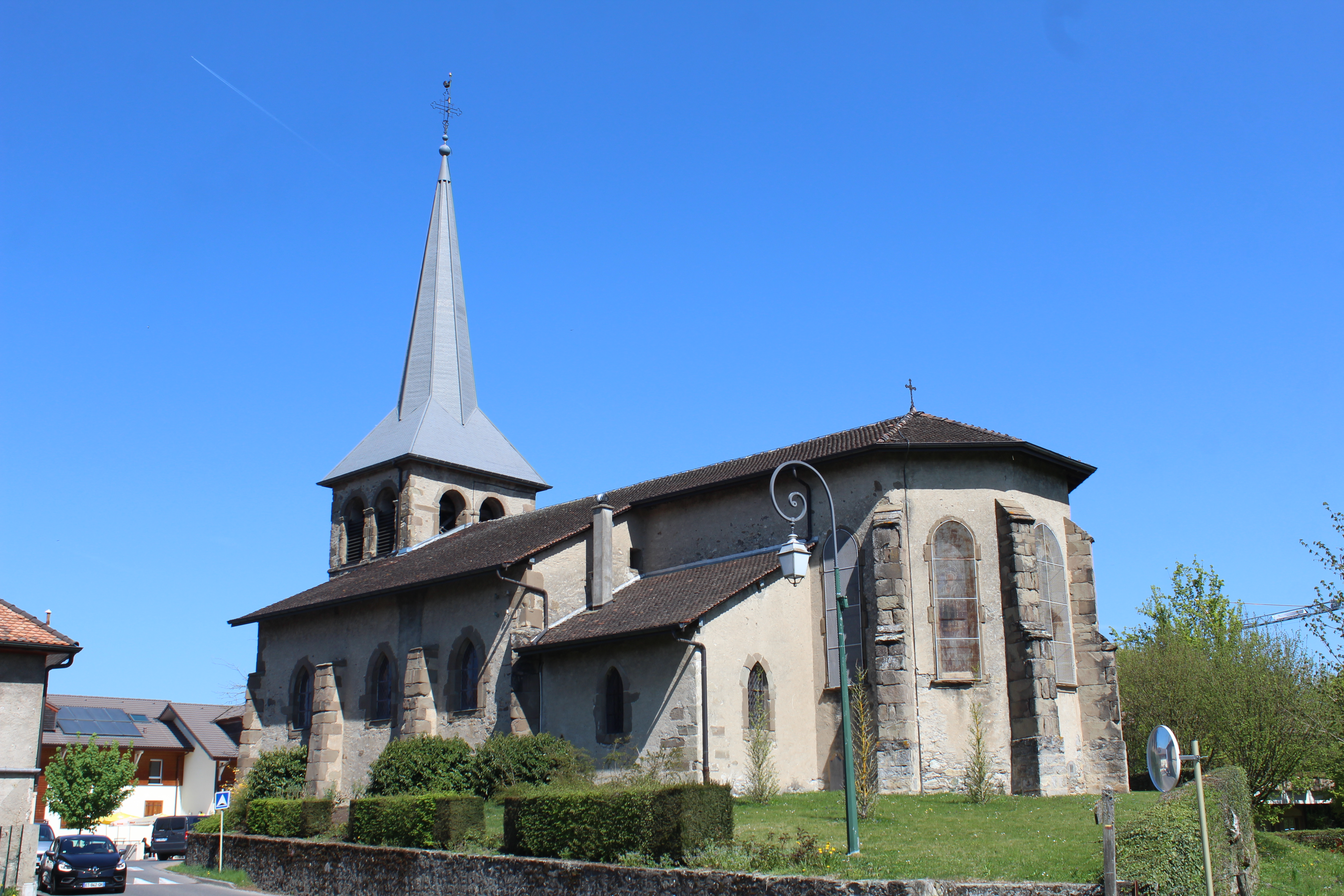
Église Saint-Laurent.

### Lieux et monuments
- Église Saint-Laurent

### Espaces verts et fleurissement
En 2014, la commune obtient le niveau « une fleur » au concours des villes et villages fleuris.

### Sports
C'est au stade Louis Gillet qu'évoluent les deux équipes séniors de l'US Margencel. Pour la saison 2016-2017, l'équipe fanion participe au championnat de promotion d'excellence tandis que l'équipe reserve joue en troisième division de district. L'association dispose également d'une équipe féminine sénior et U18. Une très bonne ambiance de convivialité règne dans ce club et c'est un acteur principal de la vie du village. En effet, de nombreuses et diverses manifestations sont organisées par l'US Margencel: lotos, soirées dansantes, vente de boudins et d'atriaux, tournoi de pétanque pendant la vogue...